# Акжан
Акжа́н (каз. Ақжан) — село у складі Тимірязєвського району Північноказахстанської області Казахстану. Адміністративний центр Акжанського сільського округу.
Населення — 343 особи (2021; 438 у 2009, 480 у 1999, 833 у 1989).
Національний склад станом на 1989 рік:
- росіяни — 49 %
- казахи — 23 %.